# Lidia Contreras
Lidia Contreras Figueroa (Santiago de Chile, 1919-1992) fue una lingüista, profesora e investigadora chilena. Desde 1958, fue catedrática de Lingüística General y, desde 1962, de Gramática Española en la Universidad de Chile. Asimismo, fue una de las socias fundadoras en 1996 de la Asociación de Lingüística y Filología de América Latina (ALFAL).
Su labor abarcó los ámbitos de la investigación en gramática española y de la norma culta del español en las principales ciudades hispanoamericanas y de la península ibérica.

## Trayectoria
Se tituló como profesora de inglés por la Universidad de Chile en 1950. En la misma universidad, continuó estudios de especialización y, más tarde, se doctoró por la Universidad de Bonn.
Obtuvo la cátedra de Lingüística General en la Universidad de Chile (desde 1958) y de Gramática Española (desde 1962). Fue profesora invitada de la Universidad de la República de Uruguay (1965-1966) y de la Universidad Nacional Autónoma de México (1967-1968).
En 1966 se incorporó como miembro fundadora a la Asociación de Lingüística y Filología de América Latina (ALFAL); en esta calidad, y junto con el doctor Ambrosio Rabanales, se unió al proyecto de investigación sobre la norma culta en las principales ciudades hispanoamericanas y de la península ibérica. 
Fue incorporada como miembro de la Academia Chilena de la Lengua en 1991.
Tras una vasta labor académica falleció en 1992.

## Publicaciones destacadas
Producto de su intensa labor docente, surgieron las siguientes publicaciones:
- "Las oraciones condicionales", Boletín de Filología de la Universidad de Chile, 1963.[5]
- "Los Complementos", Cuadernos del Instituto Lingüístico Latinoamericano, 13. Montevideo, Universidad de la República, 1966.[6]
- "Significados y funciones del «se»", en Zeitschrift fur romanische Philologie, Tubingen, 1966.[7]

Junto con Ambrosio Rabonales y como resultado de su investigación en el proyecto de investigación sobre la norma culta de las principales ciudades de Iberoamérica y la península ibérica, publicó los siguientes trabajos:
- "Giros pseudopronominales en el español de Chile" en Románica, [La Plata], 1972.[8]
- "Usos pronominales no-canónicos en el español de Chile", en Estudios Filológicos y Lingüísticos. Homenaje a Ángel Rosenblat en sus 70 años. Caracas, Instituto Pedagógico, 1974.[9]
- "La negación como reductor ordinal", en Studia Hispanica in honorem R. Lapesa, III. Madrid, Gredos, 1975.[8]

La última fase de sus investigaciones (1971-1991) se centró en la ciencia de la escritura o grafonomía en la que fue pionera en su medio local. Producto de su trabajo publicó: "Descripción grafemática del español: su importancia para una enseñanza racional de la ortografía", en BFUCh (1979) y "La ciencia de la escritura", Santiago de Chile, Consejo de Rectores de las universidades chilenas (1983). Póstumamente, publicó "Ortografía y grafémica" (1994).